# Phocides charon
Phocides charon är en fjärilsart som beskrevs av Felder 1859. Phocides charon ingår i släktet Phocides och familjen tjockhuvuden. Inga underarter finns listade i Catalogue of Life.